# Liga Regionalista de las Islas Baleares
La Liga Regionalista de las Islas Baleares (oficialmente y en catalán, Lliga Regionalista de les Illes Balears) fue un partido político español de ámbito balear de ideología regionalista balear fundado por el ex-Consejero de Medio Ambiente del Gobierno Balear del Partido Popular y exalcalde de La Puebla Jaume Font Barceló.
En marzo de 2011 alcanzó un acuerdo de colaboración con Unió Menorquina.
Ha presentado candidaturas de cara a las elecciones autonómicas, municipales y a los Consejos Insulares de 2011.
En noviembre de 2012 desapareció al fusionarse con Unió Menorquina, Es Nou Partit d’Eivissa y Convergència per les Illes para crear Proposta per les Illes.
Está integrado en El Pi-Proposta per les Illes